# Комплекс музеја и архива у Новом Саду
Комплекс музеја и архива, првобитно зграде судске палате и судског затвора у Новом Саду, представљају непокретно културно добро као споменик културе, као најрепрезентативније историјске грађевине јавне намене на прелазу из 19. у 20. век. Kрајем шездесетих година 20. века зграда суда је додељена Музеју, а 1986. године зграда затвора је адаптирана за потребе Архива.

## Зграде судске палате
Зграде судске палате подигнута је 1900. године, по пројекту Ђуле Вагнера, архитекте из Будимпеште. Градитељи овог репрезентативног здања били су Шомон Јанош и Имре Kирегер, извођачи неколико јавних објеката у Новом Саду. Главна фасада је истакнута снажним ризалитом у средишту и нешто плићим при угловима. Средњи корпус палате је наглашен двема куполама, репрезентативним улазом у форми портика, над којим је мали балкон са зиданом оградом, кровном атиком у форми зидане ограде и фризом китњастих конзола на кровном надзитку. Овај фриз иде дужином све три видљиве фасаде. На спрату средњег ризалита, од укупно седам прозора, пет у средишту су полукружни, док су два бочна архитравна, надвишена троугаоним фронтонима. У приземљу су сви прозори полукружно завршени, осим два при угловима који су решени у форми бифоре. Прозори спрата су архитравни са троугаоним фронтонима. Орнаменти око прозора и на кровном надзитку урађени су од теракоте. Вертикала подела фасада спрата, потенцирана је јонским пиластрима, између прозора. На палати је упечатљив и угаони део, на споју са западним крилом, на коме је петострани испуст са два прозора. Партерни појас је обрађен рустиком, малтерском оплатом у имитацији камених квадера.
Архитектонски и просторно наглашен главни улаз у зграду води кроз дуге ходнике и два унутрашња дворишта, до низова канцеларија оријентисаних ка уличним странама. У девет дворана првог спрата зграде, на око 2.000m² изложени су предмети из археологије, историје и етнологије Војводине, док су остали простори намењени повременим поставкама, приредбама, концертима и скуповима.

## Зграда судског затвора
Зграда судског затвора подигнута је истовремено када и зграда Суда. Затворски део је адаптиран по пројекту архитекте Ђорђа Грбића. Грађевина је неправилне основе са три крила на различитим странама, пространа, са високим партером и два спрата. Фасаде су једноставне са низом двокрилних отвора подељених шпроснама. Углови објекта су урађени у имитацији камених квадара. При врху је широк профилисани венац. Велики дворишни простор је ограђен високом зиданом оградом. У ентеријеру је репрезентативно степениште са масивном каменом оградом од балустра.